# أورورا روبلس
أورورا روبلس (بالإسبانية: Aurora Robles)‏ هي عارضة مكسيكية، ولدت في 1980 في ماتاموروس في المكسيك.

## روابط خارجية
- أورورا روبلس على موقع دليل عارضات الأزياء (الإنجليزية)